# Katalin Kovács
Katalin Kovács (29 februari 1976) is een Hongaars kanovaarder.
In 1993 behaalt ze de eerste medailles op de Europese Jeugdkampioenschappen in 1993 in de K2 500 meter.
In 1998 werd ze voor het eerst wereldkampioen met de K4 200 meter. Tot 2011 haalt ze meermalen gouden medailles op de wereldkampioenschappen, solo of met meerpersoons kajaks.
Op de Olympische Spelen in 2000 behaalde ze twee zilveren medailles, op de K2 500 meter met Szilvia Szabó, en op de K4 500 meter.
In 2004 en 2008 haalt ze samen met Natasa Janics een gouden medaille op de K2 500 meter. Op de K4 500m behaalt ze beide jaren wederom een zilveren medaille.
In 2012 behaalt ze met de K4 een gouden medaille, en met Janics een zilveren medaille in de K2.
In 2002 en 2003 werd Kovács verkozen tot Hongaars sportvrouw van het jaar. In 2005, 2006 en 2010 werd ze samen met Natasa Janic Hongaars sportteam van het jaar.

## Privé
In 2014 kreeg Kovács een dochter.
1984: Agafia Constantin & Nastasia Ionescu & Tecla Marinescu & Maria Ştefan ·
1988: Anke Nothnagel & Ramona Portwich & Birgit Schmidt-Fischer & Heike Singer ·
1992: Kinga Czigány & Éva Dónusz & Rita Kőbán & Erika Mészáros ·
1996: Birgit Fischer & Manuela Mucke & Ramona Portwich & Anett Schuck ·
2000: Birgit Fischer & Manuela Mucke & Anett Schuck & Katrin Wagner-Augustin ·
2004: Birgit Fischer & Carolin Leonhardt & Maike Nollen & Katrin Wagner-Augustin ·
2008: Fanny Fischer & Nicole Reinhardt & Katrin Wagner-Augustin & Conny Waßmuth ·
2012: Krisztina Fazekas & Katalin Kovács & Danuta Kozák & Gabriella Szabó ·
2016: Tamara Csipes & Krisztina Fazekas-Zur & Danuta Kozák & Gabriella Szabó ·
2020: Kozák & Csipes & Kárász & Bodonyi ·
2024: Carrington & Hoskin & Brett & Vaughan
1960: Antonina Seredina & Maria Sjoebina ·
1964: Roswitha Esser & Annemarie Zimmermann ·
1968: Roswitha Esser & Annemarie Zimmermann ·
1972: Jekaterina Koerysjko & Ljoedmila Pinajeva-Chvedosjoek ·
1976: Nina Gopova & Galina Kreft ·
1980: Martina Bischof & Carsta Genäuß ·
1984: Agneta Andersson & Anna Olsson ·
1988: Anke Nothnagel & Birgit Schmidt-Fischer ·
1992: Ramona Portwich & Anke von Seck-Nothnagel ·
1996: Agneta Andersson & Susanne Gunnarsson-Wiberg ·
2000: Birgit Fischer & Katrin Wagner-Augustin ·
2004: Natasa Janics & Katalin Kovács ·
2008: Natasa Janics & Katalin Kovács ·
2012: Tina Dietze & Franziska Weber ·
2016: Danuta Kozák & Gabriella Szabó ·
2020: Lisa Carrington & Caitlin Regal ·
2020: Lisa Carrington & Alicia Hoskin